# 赫吉格鄉

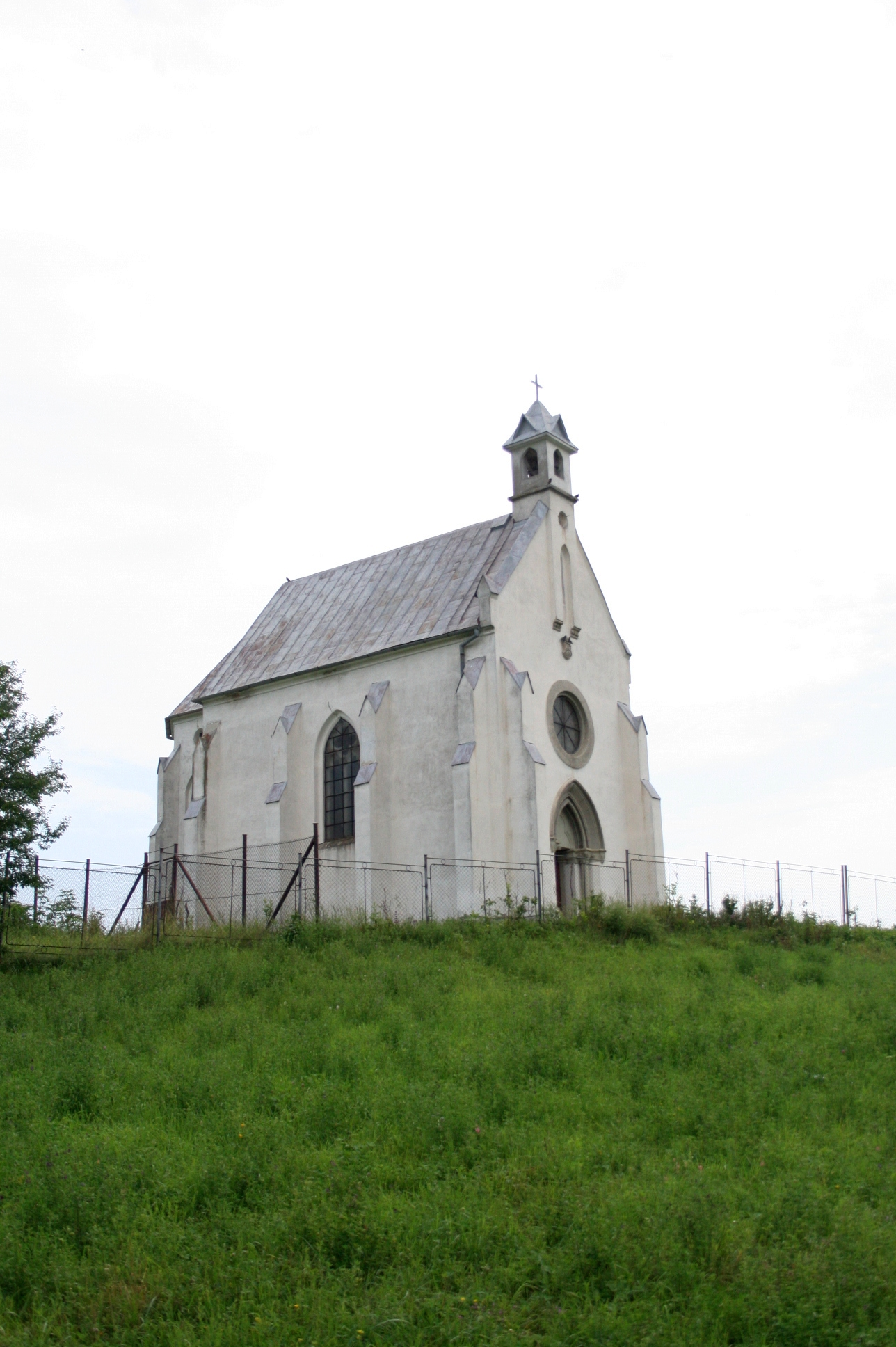
位于赫吉格的内梅斯家庭小教堂

赫吉格鄉（羅馬尼亞語：Comuna Hăghig, Covasna），是羅馬尼亞的鄉份，位於該國中部，由科瓦斯納縣負責管轄，面積45.64平方公里，海拔高度553米，2007年人口2,211，人口密度每平方公里73人。
1. ↑  . www.citypopulation.de.   [2023-10-11]. （原始内容存档于2023-09-27）.